# Terminalia phaeocarpa
Terminalia phaeocarpa är en tvåhjärtbladig växtart som beskrevs av August Wilhelm Eichler. Terminalia phaeocarpa ingår i släktet Terminalia och familjen Combretaceae. Inga underarter finns listade i Catalogue of Life.